# Циганска магија (филм)
Циганска магија је македонски филм направљен 1997. године у режији Столета Попова. Главне улоге тумаче Предраг Манојловић, Бекир Аднан, Петре Арсовски и Шабан Бајрамовић.

## Радња
Романтична прича о сиромашној циганској породици, која се бори за опстанак лутајући по периферији Скопља. 
Њихова прича одсликава судбину одбачених и заборављених уличлних хероја, који се у вестима појављују само у случају пљачке или убиства.
Они сањају велике снове, који се понекад чине смешним, али који дају смисао њиховим животима и шансу да побегну из сурове стварности.
У центру пажње је чергар и ситни певарат Таип. Када му мајка умре, Таип узима државни новац за сахрану, али потом мајка изненада оживљава. Невоље које настају, омогућавају Таипу да упозна девојку свог живота, али пут до праве љубави није ни мало лак…

## Улоге
| Глумац             | Улога         |
| ------------------ | ------------- |
| Бекир Аднан        | Шериф         |
| Петре Арсовски     | Босанац       |
| Шабан Бајрамовић   | Омер          |
| Салаетин Билал     | Душан         |
| Мики Манојловић    | Таип          |
| Тони Михајловски   | Фазли         |
| Бајрам Северџан    | Бајрам-Коџак  |
| Синоличка Трпкова  |               |
| Катина Иванова     | Ремзија       |
| Јорданчо Чевревски | Кенеди        |
| Арна Шијак         | Рамиза        |
| Васил Шишков       | Јелена        |
| Љупка Џундева      | Рациноводја 2 |
| Младен Крстевски   |               |

## Музика
Музику је компоновао Влатко Стефановски. Највећи хит са саундтрека за овај филм је Gipsy song (Циганска песма). Ова песма је такође снимана и на македонском језику.